# 红四军进驻马图纪念亭
红四军进驻马图纪念亭，位于中国广东省梅州市龙岗镇马图小学边，为丰顺县文物保护单位，类型为近现代重要史迹及代表性建筑，公布时间为1993年4月。
红四军进驻马图纪念亭的历史年代为近代。1993年4月，丰顺县人民政府认定其为丰顺县文物保护单位。